# Jean-Baptiste Kiéthéga
Jean-Baptiste Kiéthéga (* 10. Mai 1947 in Yako (Obervolta, heute Burkina Faso)) ist ein Archäologe und Historiker. Er stammt aus dem westafrikanischen Staat Burkina Faso und ist seit 2005 Professor an der Universität Ouagadougou.

## Leben
Er besuchte zunächst die Grundschule in Toma (Sourou), später die schulischen Einrichtungen in Koudougou am Lycée Philippe Zinda Kabore (LPZK) und schloss dort 1967 mit dem Baccalauréat ab. Kiéthéga studierte dann in Dakar und an der Pariser Sorbonne Archäologie und Geschichtswissenschaften. 1998 wurde er mit dem niederländischen Prinz-Claus-Preis ausgezeichnet. Jean-Baptiste Kiéthéga stellte 2007 Nachforschungen über die verschwundenen Waffenbestände seitens der französischen Kolonialarmee während der Niederschlagung der Aufstände zwischen 1913 und 1916 in der Region Bwaba an.

## Funktionen
Neben seinen akademischen Professionen ist oder war er noch:
- Secrétaire Général de la Direction de la Recherche Scientifique et Technologique (1981/1983)
- Chef de département d’histoire et d’archéologie (1983/1985);
- Präsident der Commission de programmation doctoral du département d’histoire et d’archéologie (1998)

## Veröffentlichungen (Auswahl)
- La métallurgie lourde du fer au Burkina Faso. Karthala, Paris 2008, ISBN 2845866909.
- L’Or de la Volta noire. Archéologie et Histoire de l’exploitation traditionnelle – Région de Poura, Haute-Volta. Karthala, Paris 2000, ISBN 2865370887.
- mit Yénouyaba Georges Madiega: Die Geschichte Westafrikas. Webseite[3]